# Elmore (Ohio)
Elmore is een plaats (village) in de Amerikaanse staat Ohio, en valt bestuurlijk gezien onder Ottawa County en Sandusky County.

## Demografie
Bij de volkstelling in 2000 werd het aantal inwoners vastgesteld op 1426.
In 2006 is het aantal inwoners door het United States Census Bureau geschat op 1393, een daling van 33 (-2,3%).

## Geografie
Volgens het United States Census Bureau beslaat de plaats een oppervlakte van
2,2 km², geheel bestaande uit land. Elmore ligt op ongeveer 195 m boven zeeniveau.

## Plaatsen in de nabije omgeving
De onderstaande figuur toont nabijgelegen plaatsen in een straal van 12 km rond Elmore.